# Pam Reed
Pour les articles homonymes, voir Reed.
Ne doit pas être confondu avec Pamela Reed.
Pam Reed, officiellement Pamela Reed, née le 27 février 1961, est une coureuse d'ultrafond résidant à Tucson, en Arizona, où elle est la directrice de course du marathon qui y est organisé.
Elle a remporté l'épreuve féminine l'Old Dominion 100 Mile Endurance Run en 1998. Elle a également gagné l'ultramarathon de Badwater à trois reprises, un record : elle s'impose en 2002, 2003 et 2005, les deux premières fois en terminant d'ailleurs première du classement général devant ses concurrents masculins. À sa première victoire, son temps fut le meilleur enregistré dans la catégorie féminine et l'est resté jusqu'en 2008.
En 2003, elle a par ailleurs établi le record féminin dans le 24 heures sur piste de l'USATF (fédération américaine d'athlétisme), record qu'elle détient toujours à ce jour[Quand ?].
En 2005, elle est devenue la première personne à avoir complété sans dormir une course à pied de 300 miles (482,80 km), brisant le record de Dean Karnazes qui était alors de 262 miles (421,65 km), bien que ce dernier soutienne qu'il finira par battre cette marque tôt ou tard. Pam a terminé cette course en un peu moins de 80 heures.
Enfin elle est également coauteur du livre The Extra Mile: One Woman's Personal Journey to Ultra-Running Greatness  (ISBN 1-59486-415-2).